# Microchilus hirtellus
Microchilus hirtellus är en orkidéart som först beskrevs av Olof Swartz, och fick sitt nu gällande namn av David Nathaniel Friedrich Dietrich. Microchilus hirtellus ingår i släktet Microchilus och familjen orkidéer. Inga underarter finns listade i Catalogue of Life.